# البانیا، سانتاندر
البانیا، سانتاندر (به اسپانیایی: Albania, Santander) یک شهرک در کلمبیا است که در شهرستان سانتاندر واقع شده‌است.